# Warburgiella cuspidatifolia
Warburgiella cuspidatifolia är en bladmossart som beskrevs av Fleischer 1923. Warburgiella cuspidatifolia ingår i släktet Warburgiella och familjen Sematophyllaceae. Inga underarter finns listade i Catalogue of Life.